# Guggelsby
Guggelsby (dansk) eller Guckelsby (tysk) er en bebyggelse beliggende midtvejs mellem Stubbe og Siseby i Svans i Sydslesvig. Administrativt hører Guggelsby under Tumby Kommune i Rendsborg-Egernførde kreds i den nordtyske delstat Slesvig-Holsten. I kirkelig henseende hører landsbyen til Siseby Sogn. Sognet lå i Risby Herred (senere Svans godsdistrikt, Sønderjylland), da området tilhørte Danmark.
Guggelsby er første gang nævnt 1352 (reg. cap.). Stednavnets første led henviser til mandsnavnet Guthger, som står etymologisk i forbindelse med olddansk guth, oldnordisk guð. Den forhenværende avlsgård Guggelsby hørte med flere kådnersteder i omegnen under Stubbe gods. Stedet ligger tæt ved fjorden Sli med dens halvø Karnør (Karnör) og det lille Buknor (Bukenoor). Halvøen Karnør afsluttes ved den lille Sønderhage (Süderhacken) som modsvarer Nørrehage (Norderhacken) på Sliens modsatte bred ved Lindånæs.